# پروتون‌میل
پروتون میل (به انگلیسی: Proton Mail) یک سرویس ارایه دهندهٔ ایمیل با رمزگذاری سرتاسری است که در سال ۲۰۱۴ بنیان‌گذاری شده است. اندی ین، جیسون استاکمن و وی سان از بنیانگذاران آن در مرکز تحقیقاتی سرن با هم آشنا شدند. پروتون میل برخلاف دیگر ارایه دهندگان ایمیل مانند جی‌میل و اوت‌لوک، رمزگذاری را از سمت سرویس گیرنده انجام می‌دهد، تا پیش از آنکه این داده‌ها به سرورهای Proton Mail برسند از محتویات ایمیل و اطلاعات کاربری محافظت شود. این سرویس از وبگاه، شبکه Tor یا نرم‌افزار اختصاصی iOS، اندروید و ویندوز در دسترس است.

## فرهنگ عامه
پرتون میل در سریال تلویزیون آمریکایی آقای ربات در دسامبر ۲۰۱۷ بازتاب داشت.